# Vig-Mnelë
Vig-Mnelë je naselje i općina u sjeverozapadnom dijelu Albanije. Nalazi se u Skadarskom distriktu.